# 多米尼克·勒古
多米尼克·勒古（法語：Dominique Lecourt，法語：[ləkuʁ]，1944年2月5日—2022年5月1日），法国哲学家，巴黎西岱大学荣誉教授。曾任原巴黎第七大学教授、乔治·康吉莱姆中心主任。

## 生平
先后毕业于布丰中学、巴黎高等师范学院，在巴黎第七大学任教。1983年参与创建国际哲学公学院。1986年至1988年，担任国立远程教育中心主任。2009年退休。2022年5月1日逝世。

## 荣誉
- 法国荣誉军团军官勋章（2006年）[4]

## 出版物
- 《李森科：无产阶级科学的真实历史》（1976年）
- 《乔治·康吉莱姆》（2008年）